# Тихий огонёк
«Тихий огонёк» (также — «Тихий огонёк моей души») — песня российской поп-группы «Високосный год». Написал её Илья Калинников. Песня вошла в дебютный студийный альбом «Который возвращается», выпущенный в 2000 году. Также «Тихий огонёк» вошла в саундтрек к российскому телесериалу «Дальнобойщики», став его главной темой.
Песня является одним из хитов группы «Високосный год». По статистике телеканала «Русский бестселлер», «Тихий огонёк» является одной из самых узнаваемых тем из российских сериалов.

## История
Идея создания песни появилась в середине 1990-х годов, когда саунд-продюсером группы «Високосный год» был музыкант Александр Кутиков. Однако композиция «Тихий огонёк» была написана и создана зимой 1997 года на основе ранее написанной песни «Небо без звёзд».
Автором песни является лидер группы — Илья Калинников. Он был автором слов и музыки.
В 2000 году вышел первый студийный альбом группы «Високосный год» — «Который возвращается». Песня «Тихий огонёк» была включена в данный альбом.
В 2001 году на телеканале «НТВ» вышел сериал «Дальнобойщики», и композиция «Тихий огонёк» стала его основной музыкальной темой.

## Популярность
По статистике телеканала «Русский бестселлер», среди 13 самых узнаваемых тем из российских фильмов и сериалов «Тихий огонёк» заняла 5-е место после главной темы из сериала «Бандитский Петербург».

## Использование в кино
- 2001 — «Дальнобойщики» (телесериал)
- 2004 — «Дальнобойщики 2» (телесериал)
- 2007 — «Самый лучший фильм»
- 2011 — «Дальнобойщики 3: Десять лет спустя» (телесериал)